# Mitsubishi K3M
Mitsubishi K3M2 (九〇式機上作業練習機 Kyūrei-shiki kijō sagyō renshūki) là một loại máy bay huấn luyện do hãng Mitsubishi chế tạo, nó được Hải quân Đế quốc Nhật sử dụng rộng rãi từ đầu tới cuối Chiến tranh thế giới II với nhiều nhiệm vụ như vận tải hạng nhẹ, liên lạc, thông dụng và cả làm máy bay ném bom hạng nhẹ. Quân đồng minh đặt tên mã cho loại máy bay này là Pine.

## Biến thể
Mitsubishi K3M1
Mitsubishi K3M2 (Máy bay huấn luyện kíp lái Hải quân Nhật Bản Kiểu 90)
Mitsubishi K3M3 (Máy bay huấn luyện kíp lái Hải quân Nhật Bản Kiểu 90)
Mitsubishi K3M3-L
Ki-7
Mitsubishi MS-1

## Quốc gia sử dụng

### Quân sự
Nhật Bản
- Không quân Hải quân Đế quốc Nhật Bản

## Tính năng kỹ chiến thuật (K3M3)

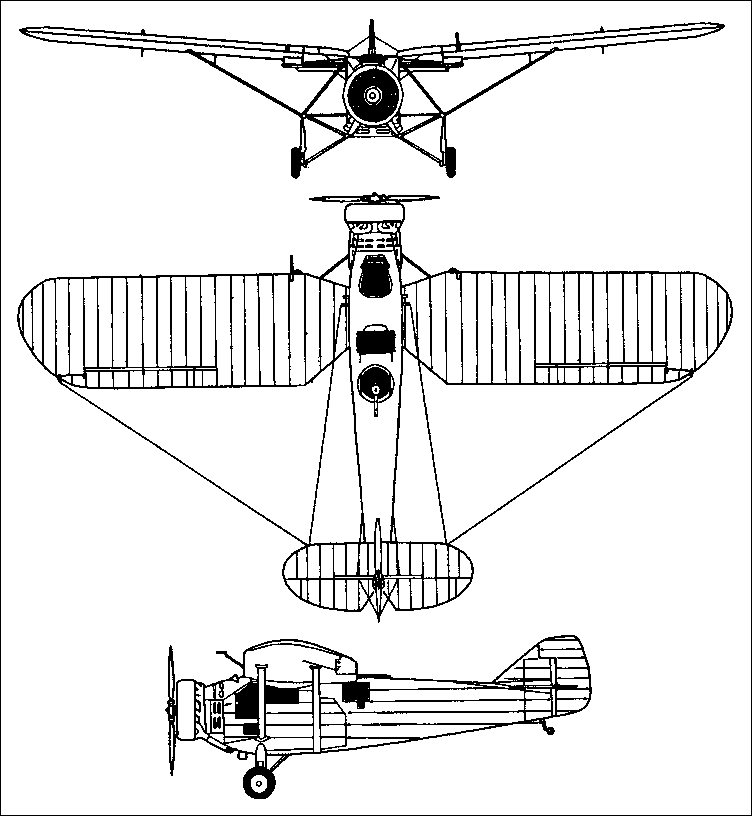
Mitsubishi K3M

Đặc điểm tổng quát
- Kíp lái: 4
- Sức chứa: 6
- Chiều dài: 9.54 m (31 ft 4 in)
- Sải cánh: 15.78 m (51 ft 9 in)
- Chiều cao: 3.82 m (12 ft 6 in)
- Diện tích cánh: 34.5 m2 (371.35 ft2)
- Trọng lượng rỗng: 1360 kg (2998 lb)
- Trọng lượng có tải: 2200 kg (4850 lb)
- Powerplant: 1 × Nakajima Kotobuki-2, 435 kW (580 hp)

Hiệu suất bay
- Vận tốc cực đại: 230 km/h (143 mph)
- Tầm bay: 790 km (491 dặm)
- Trần bay: 6389 m (20,950 ft)
- Vận tốc lên cao: 8.77 m/s (1726 ft/phút)

Vũ khí trang bị
- 1 × 7,7 mm súng máy Type 92
- 4 quả bom 30 kg (66 lb)